# Olivier de Sagazan
Olivier de Sagazan (Brazzaville, 1959) è un pittore, scultore e performance artist francese.

## Biografia
Olivier de Sagazan è nato nel 1959 a Brazzaville, in Congo, ed è naturalizzato francese. Da oltre 20 anni ha sviluppato una pratica ibrida che integra pittura, fotografia, scultura e performance. Come performer si è esibito nella scena internazionale per Fabbricaeuropa a Firenze, al club Silencio di David Lynch in Francia, al C.I.A. di Hong Kong, alla Venice International Performance Art Week a Venezia,  per il Kontrastmoment di Monaco, al Frindge Festival di Macao, in Polonia, Italia, Germania, Canada, Brasile, Corea, India, etc.
La sua più celebre performance Transfiguration, nata nel 2001 ed in continuo sviluppo, è un'azione dai tratti rituali in cui l'identità del protagonista si compone e scompone attraverso molteplici instabili maschere di argilla che l'artista modella e sfalda sul suo stesso volto. L'immagine residua dell'azione evoca la pittura di Francis Bacon, gli interventi di body art di Günter Brus, fino ai riti di possessione balinesi compressi in un unico evento dove pittura, scultura e teatro convivono. Transfiguration fa anche parte di Samsara, film di Ron Fricke, inoltre appare nel videoclip di Mylène Farmer À l'ombre.
Le opere di Olivier de Sagazan sono esposte al Museo delle Belle Arti di Denys-Puech di Rodez ed alla Galleria Vitoux di Parigi.

## Pubblicazioni
- Michel Surya, Philippe Verrièle, Transfiguration, 2011, edizioni Democratic Books, ISBN 9782361040291
- Robert Pujade, Propos sur la violence de l'art, la violence dans l'art, 2010, edizioni Art-Dit, ISBN 9782919221011
- Olivier de Sagazan, Quand le visage perd sa face: la défiguration en art, edizioni LNG/Nantes, 2009 ISBN 9782746607002
- Ronan de Calan, Le fantôme dans la machine, edizioni Presses de l'Université d'Angers, 2005, ISBN 2915751048
- Romain Verger, Olivier de Sagazan, in Carnets d'Atelier n° 14, edizioni Mémoire Vivante et HB-éditions, 2003, ISBN 2903011486